# La Madone au chat (Barocci)
La Madone au chat (en italien : Madonna del gatto) est un tableau du Federico Barocci probablement réalisé vers 1575, une peinture à l'huile sur toile de 112,7 × 92,7 cm conservée à la National Gallery de Londres.

## Description
Le tableau représente la Sainte Famille — en y incluant le jeune Jean-Baptiste — de façon informelle, dans une scène domestique enjouée. Jean-Baptiste tient un chardonneret — symbole de la Passion du Christ — avec lequel il taquine le chat représenté au premier plan à gauche. La croix de roseau du jeune Jean repose dans le fond, contre un mur. La Vierge apparaît bien en évidence au centre en train d’allaiter l’Enfant, tandis que Joseph se penche pour observer la scène.

## Historique
Selon Giovanni Pietro Bellori, la peinture a été réalisée pour Antonio Brancaleoni, comte de Piobbico.
Vers 1577, plusieurs gravures de ce tableau ont été produites.

## Autre version

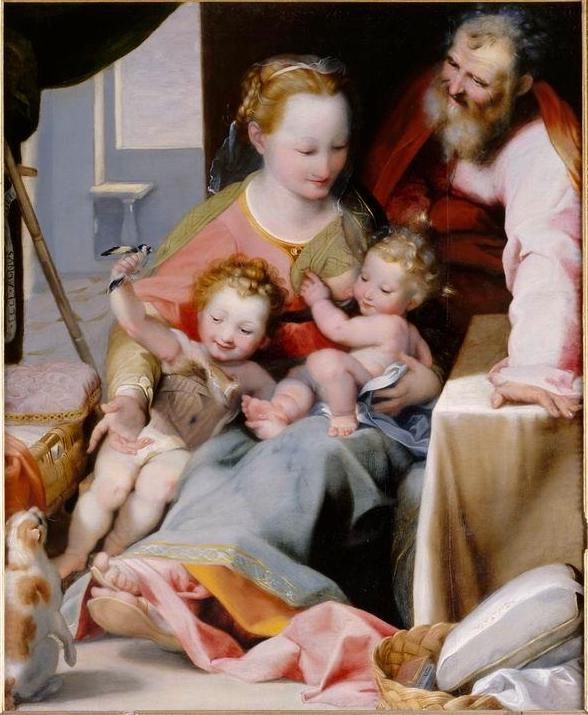
Réplique conservée au musée Condé, à Chantilly.

Il existe une autre version de ce tableau au musée Condé, à Chantilly. Cette version, que le musée intitule La Sainte Famille au chat, ne comporte aucun repentir visible à la radiographie, contrairement à celle conservée à Londres. L’œuvre originale serait donc celle de Londres, et celle de Chantilly serait une réplique réalisée dans l’atelier de l’artiste avec une participation de son atelier.